# Hil Kabashi
Hil Kabashi OFM (ur. 19 lutego 1941 w Caparc) – albański duchowny katolicki rytu bizantyjskiego. Administrator apostolski południowej Albanii w latach 1997-2017.

## Życiorys
18 maja 1969 otrzymał święcenia kapłańskie.

## Episkopat
3 grudnia 1996 został mianowany przez Jana Pawła II administratorem apostolskim Południowej Albanii oraz biskupem tytularnym Turres in Byzacena. Sakry biskupiej udzielił mu w Rzymie 6 stycznia 1997 sam papież.